# Irena Dynowska
Irena Dynowska (właśc. Irena de Dynowska-Balcer, de domo Mayer, ur. 10 lutego 1929 w Krakowie, zm. 2 września 1995) – polska geograf, hydrolog, profesor zwyczajny, wieloletnia kierownik Zakładu Hydrografii Instytutu Geografii Uniwersytetu Jagiellońskiego, członek korespondent Polskiej Akademii Umiejętności.

## Życiorys
Urodziła się 10 lutego 1929 roku w Krakowie, w rodzinie Ryszarda i Olgi Mayerów. Dwa lata później wraz z rodzicami przeniosła się do Łodzi, gdzie ukończyła szkołę powszechną i gimnazjum. W 1947 roku z rodziną przeprowadziła się do Bielska. W roku następnym ukończyła szkołę średnią i rozpoczęła studia geograficzne na Wydziale Matematyczno-Przyrodniczym Uniwersytetu Jagiellońskiego. W 1952 roku uzyskała tytuł magistra, na podstawie pracy Hydrografia dorzecza Dłubni, przygotowanej pod kierunkiem profesora Mieczysława Klimaszewskiego.
W latach 1952–1953 pracowała w Towarzystwie Wiedzy Powszechnej, przez kolejny rok była asystentem w Wyższej Szkole Pedagogicznej w Krakowie. W latach 1954–1959 odbyła studia aspiranckie na Uniwersytecie Jagiellońskim, po ich ukończeniu objęła asystenturę w Instytucie Geografii UJ. Stopień doktora, na podstawie rozprawy Obieg wody w obszarze wyżynnym zbudowanym z marglu kredowego na przykładzie dorzecza górnej Szreniawy, przygotowanej również pod kierownictwem profesora Klimaszewskiego, uzyskała w 1961 roku. Habilitację uzyskała na podstawie rozprawy Typy reżimów rzecznych w Polsce w 1972 roku.
Od 1973 roku była kierownikiem Zakładu Hydrografii Instytutu Geografii UJ. W pracy naukowej zajmowała się między innymi badaniami krążenia wody na Wyżynie Miechowskiej, w zlewniach Dłubni i Szreniawy, typologią reżimów rzecznych, kartowaniem hydrograficznym, antropogenicznymi oddziaływaniami na stosunki wodne. Uczestniczyła w pracach międzynarodowego zespołu, przygotowującego pod egidą UNESCO syntezę Hydrological Maps: A Contribution to the International Hydrological Decade (1977). Była współredaktorką dwutomowej pracy Dorzecze Górnej Wisły (1991). W 1983 roku została profesorem nadzwyczajnym, 19 kwietnia 1990 uzyskała tytuł profesora zwyczajnego.
Jej dorobek naukowy obejmuje autorstwo, współautorstwo lub redakcję ponad 130 publikacji, opracowań, referatów, podręczników i skryptów. Była promotorką pięciu prac doktorskich i opiekunką sześciu habilitacji. Należała między innymi do Polskiego Towarzystwa Geograficznego (w latach 1976–1990 była przewodniczącą Komisji Hydrograficznej) i Polskiego Towarzystwa Geofizycznego, była członkiem Komitetu Nauk Geograficznych Polskiej Akademii Nauk i Komisji Programu Hydrologicznego przy Międzynarodowej Unii Geograficznej, kierownikiem (1982–1995) Komisji Nauk Geograficznych przy Oddziale PAN w Krakowie. W 1993 roku została członkiem korespondentem Polskiej Akademii Umiejętności. Została odznaczona między innymi Krzyżem Kawalerskim Orderu Odrodzenia Polski (1983) i Medalem Komisji Edukacji Narodowej.

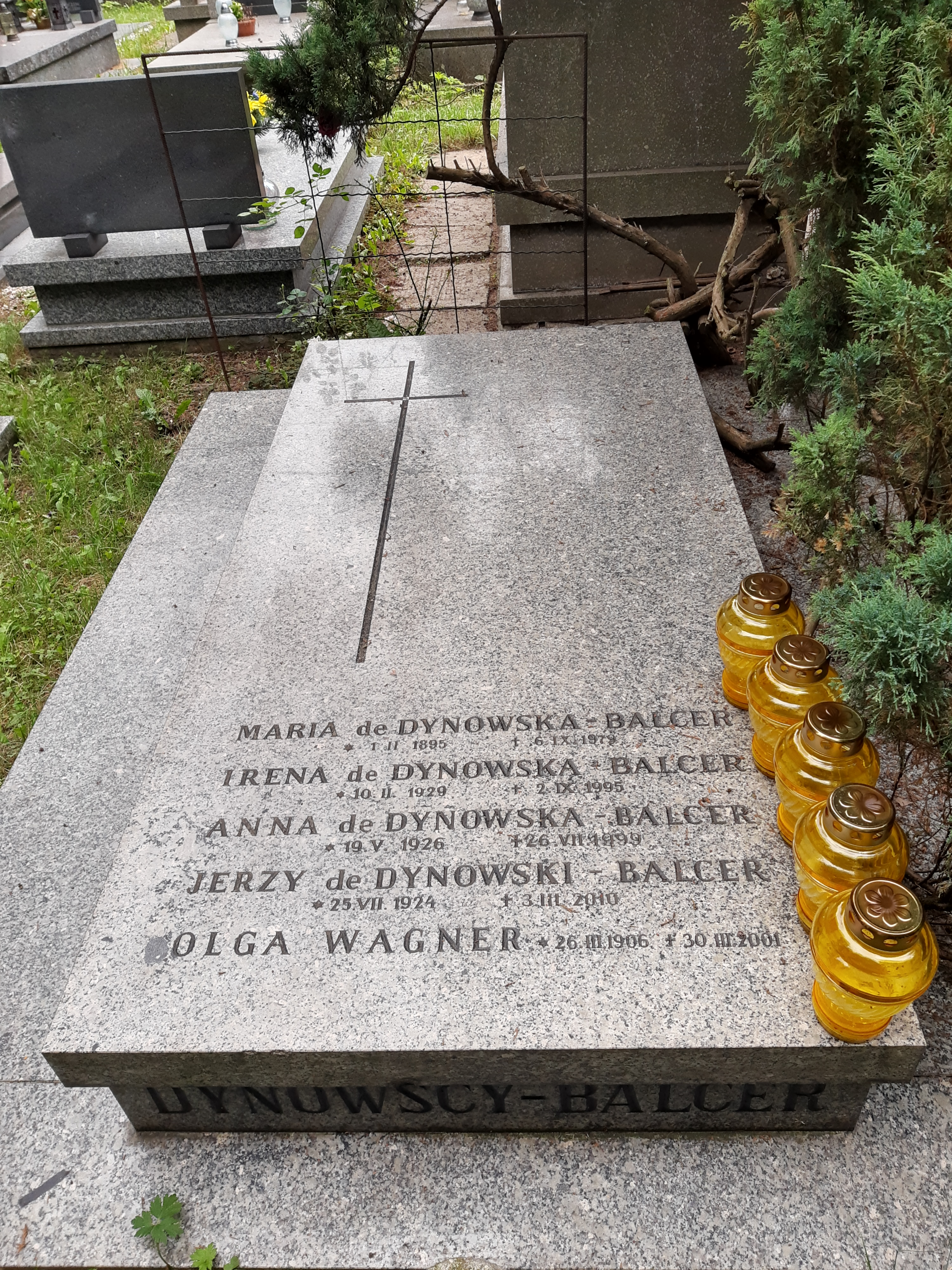
Grób prof. Ireny Dynowskiej-Balcer na Cmentarzu Prądnik Czerwony

W 1952 roku poślubiła Jerzego de Dynowskiego-Balcera, również geografa.
Zmarła 2 września 1995 roku. Została pochowana na cmentarzu Batowickim (kwatera B8-I-2).